# 1280-ті
Високе Середньовіччя •  Реконкіста  •  Монгольська імперія

## Події

### Русь
У Галицько-Волинському князівстві правив Лев Данилович. Йдучи походами на Угорщину й Польщу, його землі спустошували ординці. 1288 року хан Тула-Буга два тижні тримав в облозі Львів.
За Володимиро-Суздальське князівство боролися між собою сини Олександра Невського Дмитро Олександрович Переяславський та Андрій Олександрович Городецький. Андрій отримав ярлик від ординців 1281 року. Дмитро не здався. Війна між братами тривала до 1283-го, коли Андрій поступився брату, але 1285 року він знову разом із ординцями напав на землі володимирського князя.

### Європа
1282 року відбулася сицилійська вечірня — повстання на Сицилії проти Карла I Анжуйського. Сицилійці запросили на правління короля Арагону Педро III. Неаполь став резиденцією Карла I Анжуйського, що стало початком Неаполітанського королівства.  Папа римський Мартин IV відлучив Педро III від церкви й формально позбавив титулу короля Арагону, однак спроби змістити його насправді зазнали невдачі. 1285 року титул короля Арагону отримав у спадщину Альфонсо III, а Сицилію — його брат Хайме II. Арагонці захопили в полон спадкоємця неаполітанського трону Карла II Анжуйського й відпустили його тільки 1288 року за викуп. Папа римський Миколай IV проголосив його королем Сицилії, але, знову ж, лише формально. 
Король Німеччини Рудольф I віддав Австрію, включно з Штирією, Каринтією й Крайною своїм синам Альбрехту й Рудольфу. Незабаром Рудольфа II змусили поступитися землями брату. 
1283 року Вацлав II прогнав із Праги Оттона Довгого з Бранденбургу. 
Тевтонський орден повністю підкорив прусів. 
Король Англії Едуард I Довгоногий повністю підкорив собі Уельс. 1290 року він видав едикт про вигнання євреїв з Англії.
1286 року помер король Шотландії Александр III. У нього не було синів-спадкоємців, тому престол отримала трирічна донька короля Норвегії Маргарет I.
1285 року королем Франції став Філіп IV Красивий. 1284 року, ще принцом, він одружився з Жанною Наваррською, і французька корона приєднала до свого домену Наварру й Шампань. З приєднанням Шампані до королівських володінь почався занепад Шампанських ярмарків.
Позиції Візантії значно зміцнилися. Вона зуміла повернути собі частину захопленої Карлом I Анжуйським Албанії. З приходом до влади Андроніка II Палеолога Візантія скасувала церковну унію між східною та західною церквами, укладену на Другому Ліонському соборі.  
З 1282 року в Сербії почав правити Стефан Урош II Милутин. Він значно розширив кордони своєї держави за рахунок Македонії. 
- 1280 — кінець понтифікату Папи Миколая III;
- 1281—1285 — понтифікат Папи Мартина IV;
- 1285—1287 — понтифікат Папи Гонорія IV;
- 1288 — початок понтифікату Папи Миколая IV;

### Азія
1281 року єгипетський султан Калаун завдав поразки ільхану Абаці в битві біля Хомса. Упродовж десятиліття він відбиав землі в хрестоносців, Маргат, Латакію, а 1289 року захопив графство Триполі, припинивши його існування. 1290 року, скориставшись тим, що хрестоносці напали на торговий караван, Калаун пішов на Акру. Він помер у цьому поході, але його спадкоємці витіснили хрестоносців з Близького Сходу остаточно.  
Осман I Газі, засновник майбутньої Османської імперії, став беком одного з сельджуцьких племен у Румському султанаті.
Монголи вели наступ на Індокитай. Їм вдалося змусити місцевих правителів платити данину, хоча повного підкорення не відбулося.
1281 року монголи вдруге спробували захопити Японію, але за допомогою священного тайфуну камікадзе японцям знову вдалося відбитись. Делійський султанат теж успішно зупиняв вторгнення монгольських військ.
У Золотій Орді змінилося кілька правителів, однак владу значною мірою тримав у свої руках хан Ногай. У 1287-1288 роках ординці здійснили походи на Королівство Польське й Угорське королівство.

## Померли
негр